# Давиденко Лідія Опанасівна
Лідія Опанасівна Давиденко (18 грудня 1928, Новоолексіївка (нині Лазурне) — 2009) — 1954—1959  р секретар Новоолексіївської сільської ради, а з 1959 по 1962 р — обрана головою цієї ради, голова колгоспу ім. Кірова (1963—1996 р), Герой Соціалістичної Праці.

## Біографія
Давиденко Лідія Опанасівна народилася 18 грудня 1928 року в селі Новоолексіївка (нині Лазурне) у багатодітній родині. Після закінчення школи вступила до Бехтерського технікуму, по закінченню якого здобула кваліфікацію агронома. До 1954 року працювала дільничим агрономом, агрономом-ентомологом, агрономом з насіння в Новоолексіївській МТС.
З 1954 по 1959 рік була працювала секретарем Новоолексіївської сільської ради, а з 1959 по 1962 — обрана головою цієї ради. У 1962 році навчається на однорічних курсах з підготовки кадрів при Херсонському сільгоспінституті.
У 1963 році працює заступником голови й парторгом у колгоспі ХХІІ з'їзду КПРС. В цьому ж році Лідію Опанасівну висунуто і обрано на посаду голови колгоспу імені Кірова в Новомиколаївці.
Вже у 1966 році роботу молодого голови було оцінено Державною нагородою — орденом «Знак Пошани», у 1970 році — ювілейною медаллю «За доблесний труд». У 1971 році — орденом Трудового Червоного Прапора, а у 1973 — орденом Леніна.
У залежності від того, як процвітає село, виростають виробничі показники, наскільки заможними стають селяни, стають і вищими нагороди.
Так, у 1977 році Лідії Опанасівні присвоєно звання Героя Соціалістичної Праці з врученням ордена Леніна та золотої медалі «Серп і Молот».
У 1985 році голову колгоспу Давиденко Л. О. нагороджують орденом Трудового Червоного Прапора, а саме господарство набуває статусу колгосп-племзавод.
У 1986 році Лідію Опанасівну нагороджено орденом Дружби народів.
А через два роки на Алеї Трудової Слави на ВДНГ в Києві за наказом Ради Міністрів України встановлено портрет Лідії Опанасівни та вручено відзнаку — медаль ВДНГ. У 1989 році нагороджено Дипломом ВДНГ та премією — автомобілем «Москвич», у 1991 році знову ж таки нагороджено Дипломом та медаллю ВДНГ.
Скільки сил, здоров'я, мудрості і наполегливості треба було проявити керівнику, щоб збудувати село таким, як ми його бачимо сьогодні. В 1964 році почала діяти дільнична лікарня, а у 1968 році новомиколаївська дітвора починає новий навчальний рік у новій середній школі. Ще через два роки здається в експлуатацію нове приміщення правління колгоспу, а сільська малеча одержує чудовий подарунок — дитсадок. Колгосп впевнено стає на шлях госпрозрахунку, самоокупності і самофінансування. Розвивається, будує об'єкти виробничого і культурного призначення. Все робиться за рахунок власних заощаджень. 1973 рік — будівельники здають в експлуатацію будинок Новомиколаївської сільської ради, через рік завершено роботи по благоустрою центральної частини села — проспекту імені Кірова. У 1989 році на кошти колгоспу збудовано Будинок культури та завершено роботи по газифікації села..